# ’Ânlóng Vêng

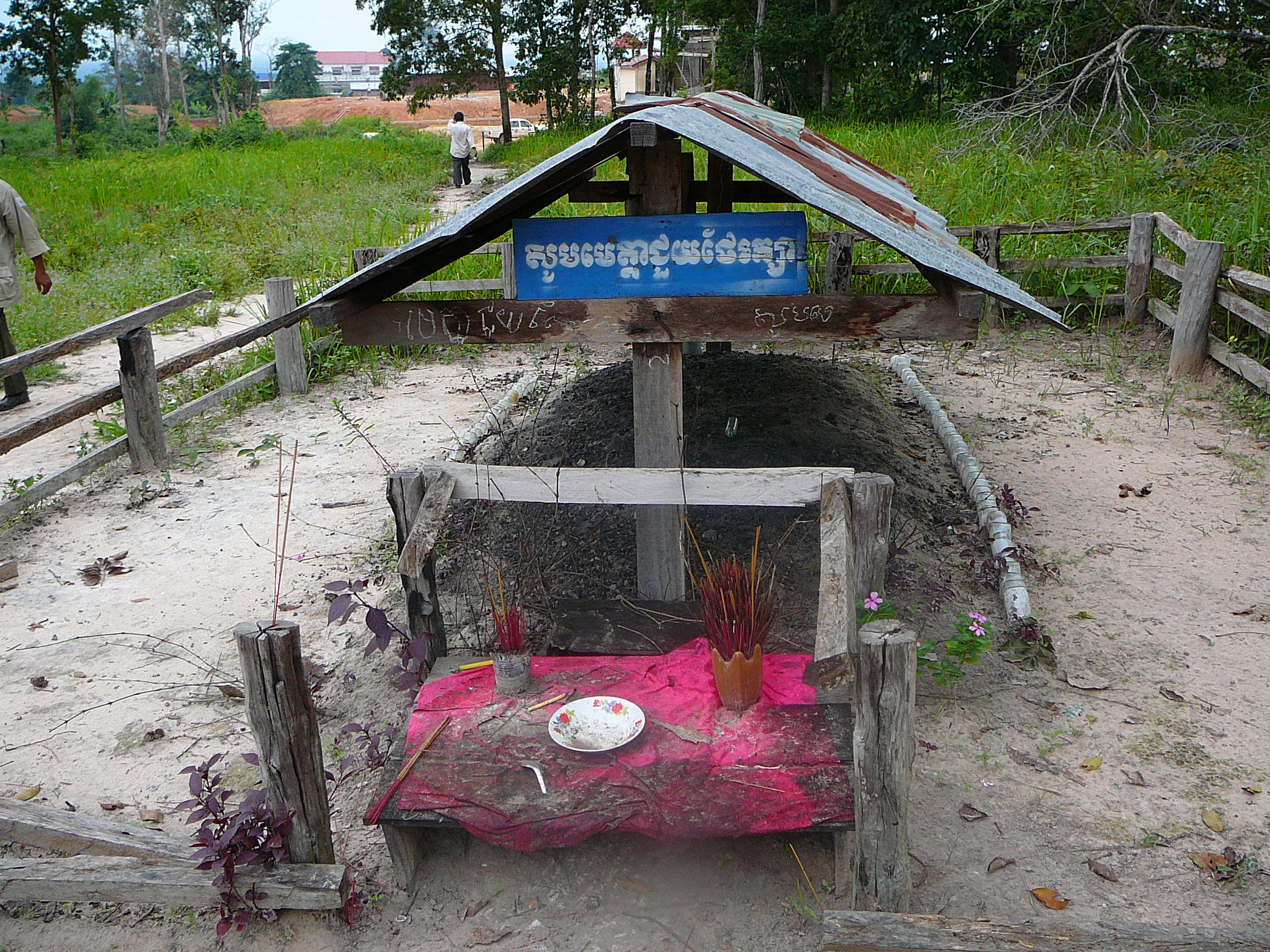
Grób Pol Pota w Anlong Veng

’Ânlóng Vêng – miejscowość na północnym krańcu Kambodży przy granicy z Tajlandią. Baza ruchu Czerwonych Khmerów, w której przez ostatnie lata swojego życia ukrywał się Pol Pot. 9 czerwca 1997 roku wydał on rozkaz zamordowania Son Sena wraz z całą liczną rodziną, który został wykonany. 25 lipca 1997 roku odbył się proces Pol Pota, na którym zapadł wyrok dożywotniego aresztu domowego. Strzeżony przez Ta Moka zmarł 15 kwietnia 1998 roku.